# 赵柱
趙柱，謝家福虛構的宋朝第八代皇帝宋徽宗赵佶的第三十四子，母亲是婉容阎宝瑟。1127年，靖康之变，宋徽宗、宋钦宗被金兵所虏，建炎四年（1130年）四月二十七日，宋徽宗的阎婉容生子赵柱。其后命运不详。